# Eddie Murphy

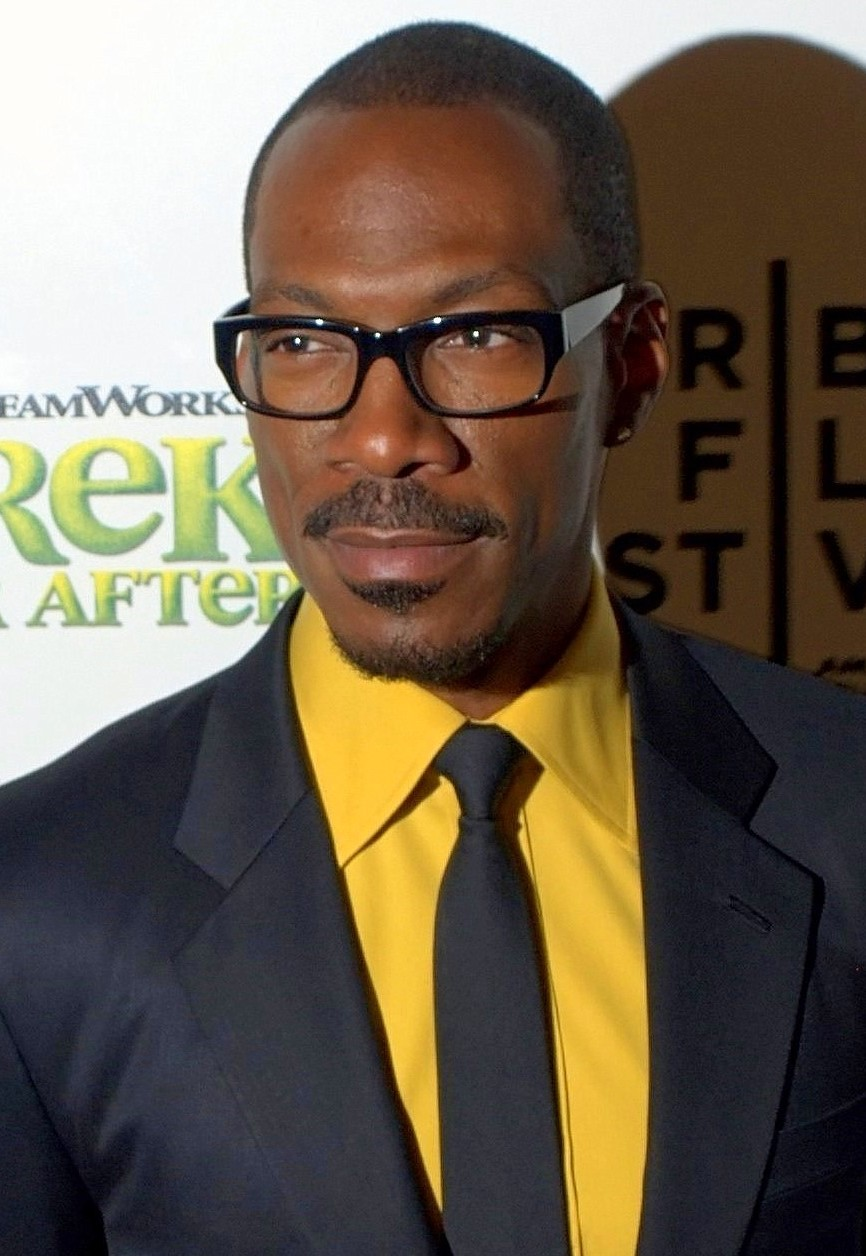
Eddie Murphy (2010)

Edward Regan „Eddie“ Murphy (* 3. April 1961 in New York) ist ein US-amerikanischer Schauspieler, Drehbuchautor, Filmproduzent, Stand-up-Comedian und Sänger, der für seine schnelle Sprechweise bekannt ist. Er wurde 1980 als Mitglied der Comedyshow Saturday Night Live bekannt und war bis in die 2000er-Jahre insbesondere mit Kinokomödien wie der Beverly-Hills-Cop-Reihe, Die Glücksritter, Der Prinz aus Zamunda und Dr. Dolittle international erfolgreich.
In Filmen wie Dreamgirls, Dolemite Is My Name und Lebenslänglich profilierte er sich auch in ernsteren Charakterrollen. Er wurde unter anderem mit dem Golden Globe, dem Grammy und dem Mark-Twain-Preis ausgezeichnet.

## Leben und Wirken
Eddie Murphy wurde 1961 als Sohn eines Polizisten und einer Telefonistin im New Yorker Stadtteil Brooklyn geboren. Er wuchs in einfachen Verhältnissen auf. Als er drei Jahre alt war, ließen sich seine Eltern scheiden, und Eddie blieb bei seiner Mutter; sein Vater fiel fünf Jahre später einem Mord zum Opfer. Er ist der jüngere Bruder des Schauspielers Charlie Murphy (1959–2017).
Mit 15 Jahren trat er erstmals als Stand-up-Comedian in Jugendzentren auf Long Island auf. Nach der High School trat er dem New Yorker Comic Strip Club bei. 1980 wurde er Mitglied des Ensembles von Saturday Night Live. Für seine Leistungen wurde er zweimal für den Emmy nominiert. Zu seinen Markenzeichen zählten schon damals sein schnelles Sprechtempo und seine vorlaute, respektlose Art. Nach einer Anspielung auf Murphys zu diesem Zeitpunkt stagnierende Karriere kam es 1995 zum Bruch zwischen seinem ehemaligen Arbeitgeber und ihm. 2019 kehrte Murphy nach 31 Jahren als Moderator zu SNL zurück und erhielt 2020 nach fünffacher Nominierung seinen ersten Emmy.

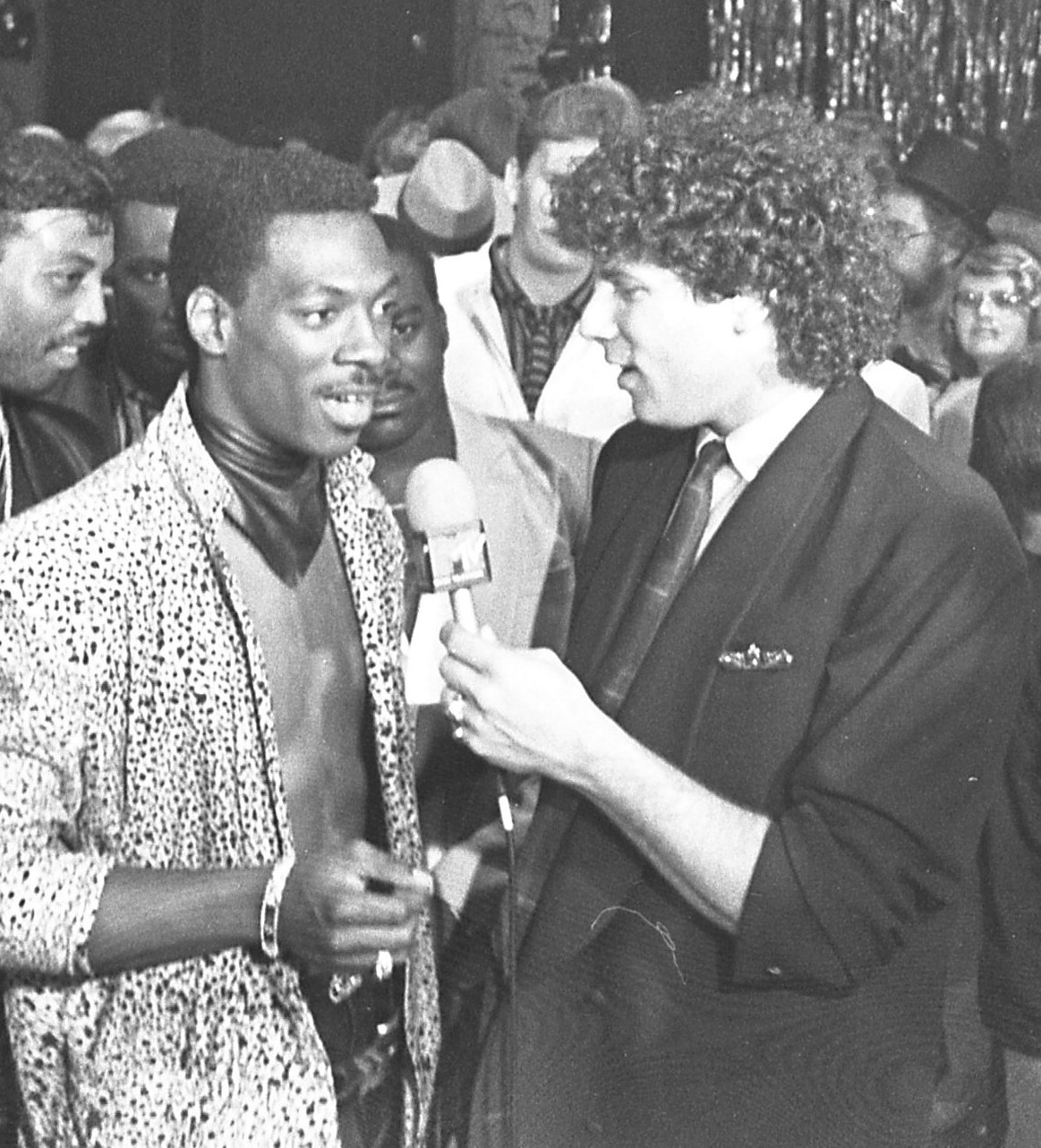
Eddie Murphy im Interview (1984)

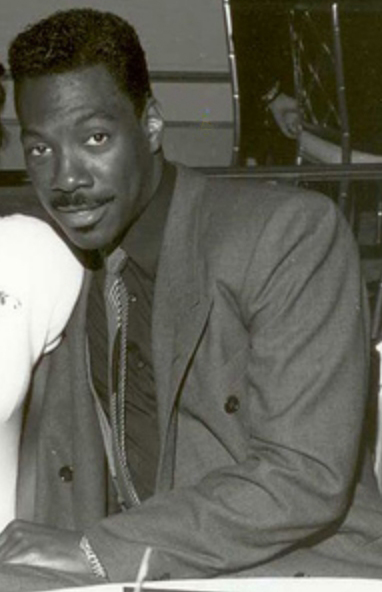
Murphy im Jahr 1988

Sein Kinodebüt gab Murphy 1982 in dem Film Nur 48 Stunden, der ein großer Erfolg wurde und ihm eine Nominierung für den Golden Globe Award als bester Nachwuchsdarsteller einbrachte. Endgültig bekannt wurde er durch Hauptrollen in Die Glücksritter und die Filme aus der Reihe Beverly Hills Cop für die er für den ersten Teil eine Golden-Globe-Nominierung bekam. 1996 gelang ihm ein großer Erfolg mit dem Film Der verrückte Professor, für den er eine weitere Golden-Globe-Nominierung erhielt. 2007 gewann er dann den Golden Globe als bester Nebendarsteller für den Film Dreamgirls.
2009 war Murphy in der Komödie Zuhause ist der Zauber los zu sehen. Davor hatte er eine Hauptrolle im Film Mensch, Dave!. Die 55 Mio. US-Dollar teure Produktion spielte in den USA nur 11 Mio. Dollar ein. Damit ist der Film nach Pluto Nash – Im Kampf gegen die Mondmafia Murphys zweiter Misserfolg an amerikanischen Kinokassen. Weltweit lief der Film erfolgreicher, spielte jedoch insgesamt seine Produktionskosten nicht ein. Trotzdem zählte Murphy laut amerikanischem Forbes Magazine noch immer zu den am besten verdienenden Schauspielern Hollywoods. Zwischen Juni 2007 und Juni 2008 erhielt er Gagen in Höhe von 55 Mio. US-Dollar und rangiert gemeinsam mit Mike Myers hinter Will Smith (80 Mio. US-Dollar) und Johnny Depp (72 Mio. US-Dollar) auf Platz drei.
Zudem war Murphy als Synchronsprecher des frechen Esels in den Animationsfilmen Shrek – Der tollkühne Held und den Fortsetzungen Shrek 2 – Der tollkühne Held kehrt zurück sowie Shrek der Dritte und Für immer Shrek zu hören. Schon 1998 hatte er mit dem Film Mulan Erfahrungen in diesem Metier sammeln können. Nebenbei ist Eddie Murphy auch weiterhin als Bühnenkomiker erfolgreich. Seine Programme wurden auf zwei Alben veröffentlicht und mehrfach mit dem Grammy ausgezeichnet.
Zwei seiner bisher erfolgreichsten Stand-up-Auftritte erlangten regelrechten Kultstatus: Delirious, eine 90-minütige Show, die 1983 in Washington, D.C. vor Publikum aufgezeichnet wurde, und zum anderen Raw, ungefähr eineinhalb Jahre später in New York mitgeschnitten und 1987 als Film veröffentlicht. Während dieser Auftritte parodierte Eddie zahlreiche Stars wie beispielsweise Michael Jackson, Stevie Wonder, James Brown und gab eine Parodie eines homosexuellen Mr. T.
Murphy brachte 1985 die Single Party All the Time heraus, eine Komposition von Rick James (Super Freak, 1981). Die Platte wurde millionenfach verkauft, im Gegensatz zur Nachfolgesingle Put Your Mouth on Me. Anfang der 1990er Jahre nahm Murphy mit Jamaikas Reggae-Star Shabba Ranks I Was a King auf. Im Mai 1987 durfte Murphy im Hof des Grauman’s Chinese Theatre seine Hand- und Fußabdrücke in frischem Beton verewigen.
Die Komödie Noch tausend Worte wurde bereits 2008 fertiggestellt, aber vom Verleih erst 2012 in die Kinos gebracht. Danach war er im Kino erst wieder 2016 mit der Hauptrolle in Mr. Church zu sehen. 2019 folgte Dolemite Is My Name, in dem er Rudy Ray Moore verkörpert. Bei der Verleihung der Golden Globe Awards 2023 erhielt Murphy für seine Verdienste um das Kino den Cecil B. DeMille Award.

## Privates
Murphy hat zehn Kinder. Er war von 1993 bis 2006 mit Nicole Mitchell verheiratet. Sie lebten gemeinsam mit ihren Kindern in New Jersey. Aus dieser Ehe entstammen fünf gemeinsame Kinder. Das Paar trennte sich im Juli 2005 und die Ehe wurde im darauffolgenden Jahr geschieden. Aus weiteren Beziehungen stammen zwei Söhne.
Ab Mai 2006 war Murphy mit dem Ex-Spice-Girl Melanie B alias Mel B liiert, die 2007 eine Tochter bekam. Nach Beendigung der Beziehung bestritt Murphy zunächst, der Vater zu sein, bis ein DNA-Test das Gegenteil bewies.
2008 heiratete er die Filmproduzentin Tracey Edmonds am Strand einer polynesischen Privatinsel vor Bora Bora im Südpazifik; nur zwei Wochen später trennte sich das Paar wieder: „Nach langen Überlegungen und Diskussionen haben wir gemeinsam entschieden, auf eine amtliche Eheschließung zu verzichten.“
2016 brachte seine Freundin Paige Butcher, mit der er seit 2012 liiert ist, in Los Angeles eine gemeinsame Tochter zur Welt. 2018 folgte ein Sohn. Seit dem 9. Juli 2024 sind Murphy und Butcher verheiratet.
Eddie Murphy ist Mitglied im Bund der Freimaurer (Hollywood Lodge No. 542).

## Deutsche Synchronstimme
Eddie Murphy wurde von Beginn seiner Filmkarriere an im Deutschen ausnahmslos von Randolf Kronberg synchronisiert. Nach dessen Tod im März 2007 führte Dennis Schmidt-Foß die Synchronisation fort. Eine Ausnahme ist das Drama Mr. Church aus dem Jahr 2016, für das Oliver Stritzel die Synchronisation übernahm. Die folgenden Filme wurden wieder von Schmidt-Foß synchronisiert.
Bezeichnend für die deutsche Synchronisation ist der markante Charakter der Synchronstimme, der deutlich quirliger ist als das Original. Der typische Singsang wurde von Deutschlandfunk Nova als rassistisches Klischee beschrieben. Zwar orientiere sich die deutsche Synchronstimme an frühen Auftritten Murphys, in denen er auch Stereotype bedient habe, gleichwohl werde im Deutschen das Original geradezu karikiert. Der von Kronberg etablierte Charakter wurde von Schmidt-Foß übernommen, der bei eigenem Stimmklang den kennzeichnenden Singsang beibehielt.

## Filmografie (Auswahl)

### Schauspieler
- 1982: Nur 48 Stunden (48 Hrs.)
- 1983: Die Glücksritter (Trading Places)
- 1984: Angriff ist die beste Verteidigung (Best Defense)
- 1984: Beverly Hills Cop – Ich lös’ den Fall auf jeden Fall (Beverly Hills Cop)
- 1986: Auf der Suche nach dem goldenen Kind (The Golden Child)
- 1987: Beverly Hills Cop II
- 1988: Der Prinz aus Zamunda (Coming to America)
- 1989: Harlem Nights
- 1989: What’s Alan Watching? (Fernsehfilm)
- 1990: Und wieder 48 Stunden (Another 48 Hrs.)
- 1992: Boomerang
- 1992: Ein ehrenwerter Gentleman (The Distinguished Gentleman)
- 1993: Dangerous: The Short Films
- 1994: Beverly Hills Cop III
- 1995: Vampire in Brooklyn
- 1996: Der verrückte Professor (The Nutty Professor)
- 1997: Metro
- 1998: Dr. Dolittle (Doctor Dolittle)
- 1998: Mulan (Stimme für Mushu)
- 1998: Der Guru (Holy Man)
- 1999: Lebenslänglich (Life)
- 1999: Bowfingers große Nummer (Bowfinger)
- 1999–2001: Hausmeister Stubbs (The PJs, Fernsehserie, 29 Folgen)
- 2000: Familie Klumps und der verrückte Professor (Nutty Professor II: The Klumps)
- 2001: Dr. Dolittle 2
- 2001: Shrek – Der tollkühne Held (Shrek, Stimme für Donkey)
- 2002: Showtime
- 2002: Pluto Nash – Im Kampf gegen die Mondmafia (The Adventures of Pluto Nash)
- 2002: I Spy
- 2003: Der Kindergarten Daddy (Daddy Day Care)
- 2003: Shrek 4-D (Kurzfilm, Stimme für Donkey)
- 2003: Die Geistervilla (The Haunted Mansion)
- 2004: Shrek 2 – Der tollkühne Held kehrt zurück (Shrek 2, Stimme für Donkey)
- 2004: Father of the Pride (Fernsehserie, Folge 1x04 Donkey, Stimme für Donkey)
- 2004: Far Far Away Idol (Kurzfilm, Stimme für Donkey)
- 2006: Dreamgirls
- 2006: Shrek: Smash n’ Crash Racing (Videospiel, Stimme für Donkey)
- 2007: Norbit
- 2007: Shrek der Dritte (Shrek the Third, Stimme für Donkey)
- 2007: Shrek – Oh du Shrekliche (Shrek the Halls, Kurzfilm, Stimme für Donkey)
- 2008: Mensch, Dave! (Meet Dave)
- 2009: Zuhause ist der Zauber los (Imagine That)
- 2010: Für immer Shrek (Shrek Forever After, Stimme für Donkey)
- 2010: Donkey’s Christmas Shrektacular (Kurzfilm, Stimme für Donkey)
- 2011: Aushilfsgangster (Tower Heist)
- 2012: Noch tausend Worte (A Thousand Words)
- 2016: Mr. Church
- 2019: Dolemite Is My Name
- 2021: Der Prinz aus Zamunda 2 (Coming 2 America)
- 2023: You People
- 2023: Candy Cane Lane – Eine Weihnachtsgeschichte (Candy Cane Lane)
- 2024: Beverly Hills Cop: Axel F
- 2025: The Pickup

### Drehbuchautor
- 1983: Eddie Murphy Delirious
- 1987: Beverly Hills Cop II
- 1987: Coming to America
- 1988: CBS Summer Playhouse
- 1989: Harlem Nights
- 1989: Und wieder 48 Stunden (Another 48 Hrs.)
- 1990: Status, Bro
- 1991–1992: The Royal Family (Fernsehserie)
- 1992: Boomerang
- 1995: Vampire in Brooklyn
- 1998: Saturday Night Live: The Best of Eddie Murphy
- 1999–2001: Hausmeister Stubbs (The PJs, Fernsehserie)
- 2007: Norbit

### Produzent
- 1983: Eddie Murphy Delirious
- 1987: Beverly Hills Cop II
- 1987: Der Prinz aus Zamunda (Coming to America)
- 1989: Harlem Nights
- 1989: Und wieder 48 Stunden  (Another 48 Hrs.)
- 1991–1992: Die verrückten Royals (The Royal Family, Fernsehserie; 13 Folgen)
- 1992: Boomerang
- 1995: Vampire in Brooklyn
- 1999–2001: Hausmeister Stubbs (The PJs, Fernsehserie; 41 Folgen)
- 2007: Norbit
- 2011: Aushilfsgangster (Tower Heist)
- 2019: Dolemite Is My Name
- 2021: Der Prinz aus Zamunda 2 (Coming 2 America)
- 2023: Candy Cane Lane – Eine Weihnachtsgeschichte (Candy Cane Lane)
- 2024: Beverly Hills Cop: Axel F
- 2025: The Pickup

### Regisseur
- 1989: Harlem Nights

## Diskografie

### Alben
| Jahr | Titel Musiklabel Katalog-Nr.   | Höchstplatzierung, Gesamtwochen, AuszeichnungChartplatzierungen (Jahr, Titel, Musiklabel Katalog-Nr., Platzierungen, Wochen, Auszeichnungen, Anmerkungen) | Höchstplatzierung, Gesamtwochen, AuszeichnungChartplatzierungen (Jahr, Titel, Musiklabel Katalog-Nr., Platzierungen, Wochen, Auszeichnungen, Anmerkungen) | Höchstplatzierung, Gesamtwochen, AuszeichnungChartplatzierungen (Jahr, Titel, Musiklabel Katalog-Nr., Platzierungen, Wochen, Auszeichnungen, Anmerkungen) | Höchstplatzierung, Gesamtwochen, AuszeichnungChartplatzierungen (Jahr, Titel, Musiklabel Katalog-Nr., Platzierungen, Wochen, Auszeichnungen, Anmerkungen) | Anmerkungen |
| Jahr | Titel Musiklabel Katalog-Nr.   | DE | UK | US | R&B | Anmerkungen |
| ---- | ------------------------------ | --- | --- | --- | --- | --- |
| 1982 | Eddie Murphy Columbia 38180    | — | — | US52 Platin · (53 Wo.)US | R&B26 (11 Wo.)R&B | Erstveröffentlichung: August 1982; Comedy-Livealbum Aufnahme: 30. April – 1. Mai 1982, The Comic Strip, New York   |
| 1983 | Comedian Columbia 39005        | — | — | US35 ×2Doppelplatin · (44 Wo.)US | R&B10 (32 Wo.)R&B | Erstveröffentlichung: November 1983; Comedy-Livealbum Aufnahme: 17.–18. August 1983, Constitution Hall, Washington |
| 1985 | How Could It Be Columbia 39952 | — | — | US26 Gold · (26 Wo.)US | R&B17 (25 Wo.)R&B | Erstveröffentlichung: Oktober 1985 Executive Producer: Larkin Arnold Produzent: Aquil Fudge                        |
| 1989 | So Happy Columbia 40970        | — | — | US70 (9 Wo.)US | R&B22 (14 Wo.)R&B | Erstveröffentlichung: August 1989 Produzenten: Narada Michael Walden, David Allen Jones, Eddie Murphy              |
| 1992 | Love’s Alright Motown 6354     | — | — | — | R&B80 (2 Wo.)R&B | Erstveröffentlichung: März 1993 Produzenten: David Allen Jones, Eddie Murphy, Ralph Hawkins, Trenten Gumbs         |

### Kompilationen
- 1992: I Got a Man / I Was a King (12inch Vinyl, mit Positive K)
- 1997: Greatest Comedy Hits
- 1998: All I “$%*@*#” Know

### Singles
| Jahr | Titel Album                        | Höchstplatzierung, Gesamtwochen, AuszeichnungChartplatzierungen (Jahr, Titel, Album, Platzierungen, Wochen, Auszeichnungen, Anmerkungen) | Höchstplatzierung, Gesamtwochen, AuszeichnungChartplatzierungen (Jahr, Titel, Album, Platzierungen, Wochen, Auszeichnungen, Anmerkungen) | Höchstplatzierung, Gesamtwochen, AuszeichnungChartplatzierungen (Jahr, Titel, Album, Platzierungen, Wochen, Auszeichnungen, Anmerkungen) | Höchstplatzierung, Gesamtwochen, AuszeichnungChartplatzierungen (Jahr, Titel, Album, Platzierungen, Wochen, Auszeichnungen, Anmerkungen) | Anmerkungen                                                                   |
| Jahr | Titel Album                        | DE | UK | US | R&B | Anmerkungen                                                                   |
| ---- | ---------------------------------- | --- | --- | --- | --- | ----------------------------------------------------------------------------- |
| 1982 | Boogie in Your Butt Eddie Murphy   | — | — | — | R&B56 (8 Wo.)R&B | Erstveröffentlichung: September 1982                                          |
| 1985 | Party All the Time How Could It Be | DE9 (12 Wo.)DE | UK87 (3 Wo.)UK | US2 Platin · (22 Wo.)US | R&B8 (23 Wo.)R&B | Erstveröffentlichung: September 1985 US-Dance-Charts: Platz 19 (10 Wo.)       |
| 1986 | How Could It Be                    | — | — | — | R&B63 (9 Wo.)R&B | Erstveröffentlichung: Januar 1986 weibliche Stimme: Crystal Blake             |
| 1989 | Put Your Mouth on Me So Happy      | — | — | US27 (13 Wo.)US | R&B2 (15 Wo.)R&B | Erstveröffentlichung: Juli 1989                                               |
| 1989 | Till the Money’s Gone So Happy     | — | — | — | R&B75 (5 Wo.)R&B | Erstveröffentlichung: Oktober 1989 Backing Vocals: Skyler Jett, Randy Jackson |
| 1993 | I Was a King Love’s Alright        | DE98 (1 Wo.)DE | UK64 (1 Wo.)UK | — | R&B61 (8 Wo.)R&B | Erstveröffentlichung: Januar 1993 feat. Shabba Ranks                          |
| 1993 | Whatzupwitu Love’s Alright         | — | — | — | R&B74 (6 Wo.)R&B | Erstveröffentlichung: April 1993 Gastgesang: Michael Jackson                  |

Weitere Singles
- 1982: Enough Is Enough
- 1983: Singers / The Barbecue (Promo)
- 1993: Desdemona
- 1997: Eddie’s Laff Traxxx (12inch Promo)
- 2013: Red Light (feat. Snoop Lion)
- 2015: Oh Jah Jah

### Musikvideos
- 1985: Party All the Time
- 1992: Remember the Time (von Michael Jackson): Rolle des Pharao im Musikvideo
- 1993: Whatzupwitu (mit Michael Jackson)
- 2013: Red Light (feat. Snoop Lion aka Snoop Dogg)

## Auszeichnungen
Grammy

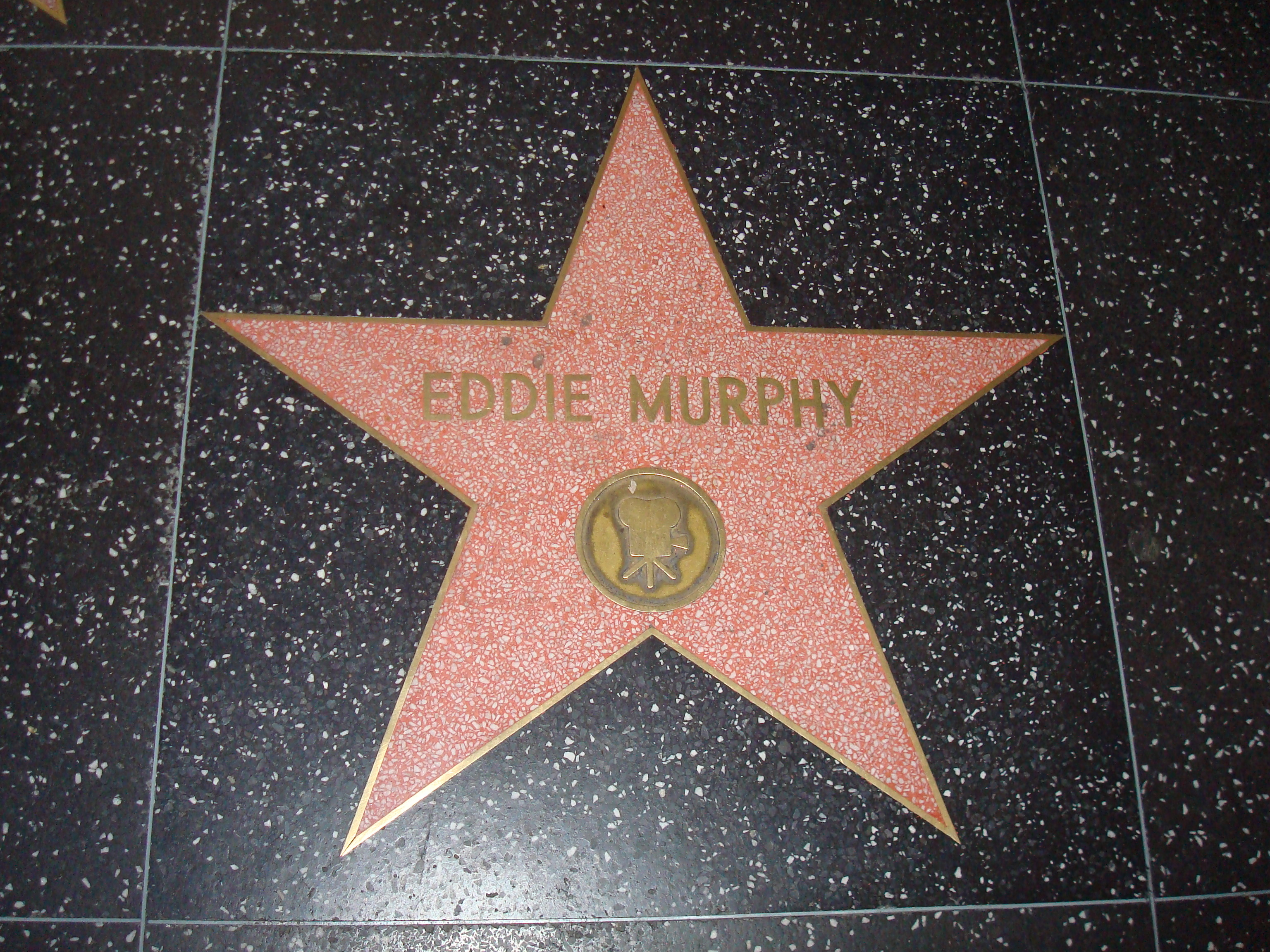
Murphys Stern auf dem Hollywood Walk of Fame

- 1983: für das Album Comedian als Best Comedy Performance Single or Album, Spoken or Musical

Golden Globe Award
- 1983: Nominierung als New Star of the Year in Nur 48 Stunden
- 1984: Nominierung als Bester Hauptdarsteller in einer Komödie/Musical in Die Glücksritter
- 1985: Nominierung als Bester Hauptdarsteller in einer Komödie/Musical in Beverly Hills Cop
- 1997: Nominierung als Bester Hauptdarsteller in einer Komödie/Musical in Der verrückte Professor
- 2007: Auszeichnung als Bester Nebendarsteller für Dreamgirls
- 2020: Nominierung als Bester Hauptdarsteller in einer Komödie/Musical in Dolemite Is My Name
- 2023: Auszeichnung mit dem Cecil B. DeMille Award

Oscar
- 2007: Nominierung als Bester Nebendarsteller in Dreamgirls

Goldene Himbeere
- 1990: Nominierung als Schlechtester Regisseur für Harlem Nights
- 1990: Auszeichnung als Schlechtester Drehbuchautor für Harlem Nights
- 2003: Nominierung als Schlechtester Schauspieler in Pluto Nash – Im Kampf gegen die Mondmafia
- 2003: Nominierung als Schlechtestes Leinwandpaar in I Spy, Pluto Nash – Im Kampf gegen die Mondmafia und Showtime
- 2008: Nominierung als Schlechtester Produzent in Norbit
- 2008: Auszeichnung als Schlechtester Schauspieler in Norbit
- 2008: Auszeichnung als Schlechtester Nebendarsteller in Norbit
- 2008: Auszeichnung als Schlechteste Nebendarstellerin in Norbit
- 2008: Nominierung als Schlechtestes Leinwandpaar in Norbit
- 2008: Nominierung als Schlechtester Drehbuchautor für Norbit
- 2009: Nominierung als Schlechtester Schauspieler in Mensch, Dave!
- 2009: Nominierung als Schlechtestes Leinwandpaar für seine Doppelrolle in Mensch, Dave!
- 2010: Nominierung als Schlechtester Schauspieler für Zuhause ist der Zauber los
- 2010: Auszeichnung als Schlechtester Schauspieler des Jahrzehnts
- 2013: Nominierung als Schlechtester Schauspieler in Noch tausend Worte
- 2020: Auszeichnung Himbeeren-Erlöser-Preis für Dolemite Is My Name

Eddie Murphy war der erste Mensch, der in einem Jahr in drei Schauspielkategorien mit einer Goldenen Himbeere ausgezeichnet wurde. Eine davon sogar für eine seinem Geschlecht entgegengesetzte Rolle (Schlechteste Nebendarstellerin).
Dieser Rekord wurde erst im Jahr 2012 von Adam Sandler mit seinem Film Jack und Jill (2011) mit insgesamt zehn Goldenen Himbeeren eingestellt.
Nickelodeon Kids’ Choice Awards
- 2011: Auszeichnung als Lieblings-Stimme in einem Animationsfilm

Mark-Twain-Preis
- 2015: Auszeichnung für sein humoristisches Werk